# Longitarsus luridus
Longitarsus luridus là một loài bọ cánh cứng trong họ Chrysomelidae. Loài này được Scopoli mô tả khoa học năm 1763.